# Kys bruden
Kys bruden er det ellevte studiealbum af den danske popgruppe tv·2. Det blev udgivet den 26. januar 1996 på EMI-Medley. Albummet har solgt 138.000 eksemplarer.

## Trackliste
Alt tekst og musik er skrevet af Steffen Brandt.
| #   | Titel                    | Producer(e)    | Længde |
| --- | ------------------------ | -------------- | ------ |
| 1.  | "Kys bruden"             | Halfdan E      | 4:55   |
| 2.  | "Tornerose"              | Halfdan E      | 4:47   |
| 3.  | "Kom lad os brokke os"   | Halfdan E      | 4:38   |
| 4.  | "Line Jørgensen, Voldum" | Henrik Nilsson | 4:26   |
| 5.  | "Sån't er livet"         | Halfdan E      | 3:43   |
| 6.  | "Den dag, den sommer"    | Henrik Nilsson | 3:43   |
| 7.  | "Morgen i april"         | Michael Bruun  | 4:02   |
| 8.  | "Respekt"                | Michael Bruun  | 3:59   |
| 9.  | "Lige nu"                | Greg Walsh     | 5:04   |
| 10. | "I Gypten"               | Halfdan E      | 5:43   |
| 11. | "Sommer i Danmark"       | Halfdan E      | 5:22   |
| 12. | "Mit hjertes café"       | Greg Walsh     | 4:59   |
| 13. | "Under stjernerne"       | Halfdan E      | 3:57   |

## Medvirkende

### Produktion
- Halfdan E. – producer
- Greg Walsh – producer
- Michael Bruun – producer
- Henrik Nilsson – producer
- Johannes Stærk – preproduktion, ideer, initiativ og teknik
- Henrik Nilsson – teknik
- Morten Kragh – ass. teknik
- Nikolai Utke – ass. teknik
- Michael Bruun – supervision
- Michael Ritto – supervision
- Poul Bruun – supervision
- Bo Andersen – supervision

### Musikere
- Sven Gaul – trommer
- Hans Erik Lerchenfeld – guitar
- Georg Olesen – bas
- Steffen Brandt – tekst, musik, vokal, keyboards, citar og mundharpe
- Niels Hoppe – tenor-, baryton- og sopransaxofon
- Knud Erik Nørgaard – flygelhorn og trompet
- Christian Høgh – trombone
- Anders Majlund Christensen – trombone
- Henrik "Unge" Nilsson – würlitzer, fløjte og hammondorgel
- Eva Paulin – violin
- Dorte Rolif-Petersen – Cello
- Agnete Willadsen – violin
- Charlotte Borchorst – bratsch
- Jill Johnson – kor
- Halfdan E. – kor
- Johannes Stærk – kor og add. akustisk guitar
- Anette Bjergfeldt – kor
- Thomas Fryland – trompet